# Oostenrijkse parlementsverkiezingen 1994
De vijftiende verkiezingen van de Nationalrat, het parlement van Oostenrijk, vonden op 9 oktober 1994 plaats.
De beide coalitiepartijen, de Sozialdemokratische Partei Österreichs (SPÖ) van bondskanselier Franz Vranitzky en de christendemocratische Österreichische Volkspartei (ÖVP) van vicekanselier Erhard Busek, leden flinke nederlagen. De SPÖ verloor 15 zetels (van de 80) en de ÖVP verloor 8 zetels (van de 60).
De uiterst rechtse Freiheitliche Partei Österreichs (FPÖ) van Jörg Haider boekte een flinke winst: de partij ging van 33 naar 42 zetels. Winst was er ook voor de Die Grünen - Die Grüne Alternative (GRÜNE) en de nieuwkomer Liberales Forum (LIF). Die Grünen ging van 10 naar 13 zetels, terwijl LIF - een gematigde afsplitsing van de FPÖ - vanuit het niets 11 zetels wist te veroveren.
| Voornaamste partijen die deelnamen aan de verkiezingen | Voornaamste partijen die deelnamen aan de verkiezingen | Voornaamste partijen die deelnamen aan de verkiezingen |
| Partijnaam                                             | Afkorting                                              | Ideologische richting                                  |
| ------------------------------------------------------ | ------------------------------------------------------ | ------------------------------------------------------ |
| Österreichische Volkspartei                            | ÖVP                                                    | christendemocratie, liberaal conservatisme             |
| Sozialdemokratische Partei Österreichs                 | SPÖ                                                    | sociaaldemocratie, democratisch socialisme             |
| Freiheitliche Partei Österreichs                       | FPÖ                                                    | liberaal conservatisme, nationaal liberalisme          |
| Die Grünen - Die Grüne Alternative                     | GRÜNE                                                  | groene politiek                                        |
| Liberales Forum                                        | LIF                                                    | klassiek liberalisme                                   |

## Uitslag
| Partijen | Partijen                                      | Stemmen   | Percentage | Zetels | Verschil |
| --- | --------------------------------------------- | --------- | ---------- | ------ | -------- |
| | Sozialdemokratische Partei Österreichs (SPÖ)a | 1.617.804 | 34,92%     | 65     | 15       |
| | Österreichische Volkspartei (ÖVP)             | 1.281.846 | 27,67%     | 52     | 8        |
| | Freiheitliche Partei Österreichs (FPÖ)        | 1.042.332 | 22,50%     | 42     | 9        |
| | Die Grüne Alternative (GRÜNE)                 | 338.538   | 7,31%      | 13     | 3        |
| | Liberales Forum (LIF)                         | 276.580   | 5,96%      | 11     | 11       |
| | Overige partijenb                             | 76.014    | 1,64%      | —      | —        |
| | Ongeldige stemmen/ blanco stemmen             | 97.873    | —          | —      | —        |
| (opkomst 81,94%) | (opkomst 81,94%)                              | 4.730.987 | 100%       | 183    |          |
| a Naamswijziging van Sozialistische Partei Österreichs in Sozialdemokratische Partei Österreichs, medio 1991 b Nein - Bürgerinitiative gegen den Verkauf Österreichs (NEIN), Kommunistische Partei Österreichs (KPÖ), Christliche Wählergemeinschaft (CWG), Vereinte Grüne Österreichs (VGÖ), Österreichische Naturgesetzpartei (ÖNP), Bürgerliche Grüne Österreichs - Freie Demokraten (BGÖ), Die Beste Partei (DBP), Lijst Fritz Georg |                                               |           |            |        |          |

## Coalitievorming
Na de verkiezingen werd de "Grote Coalitie" van SPÖ en ÖVP onder leiding van Franz Vranitzky (SPÖ) voortgezet. Het kabinet-Vranitzky IV trad op 29 november 1994 aan. Op 4 mei 1995 volgde Wolfgang Schüssel (ÖVP) zijn partijgenoot Erhard Busek op als vicekanselier.

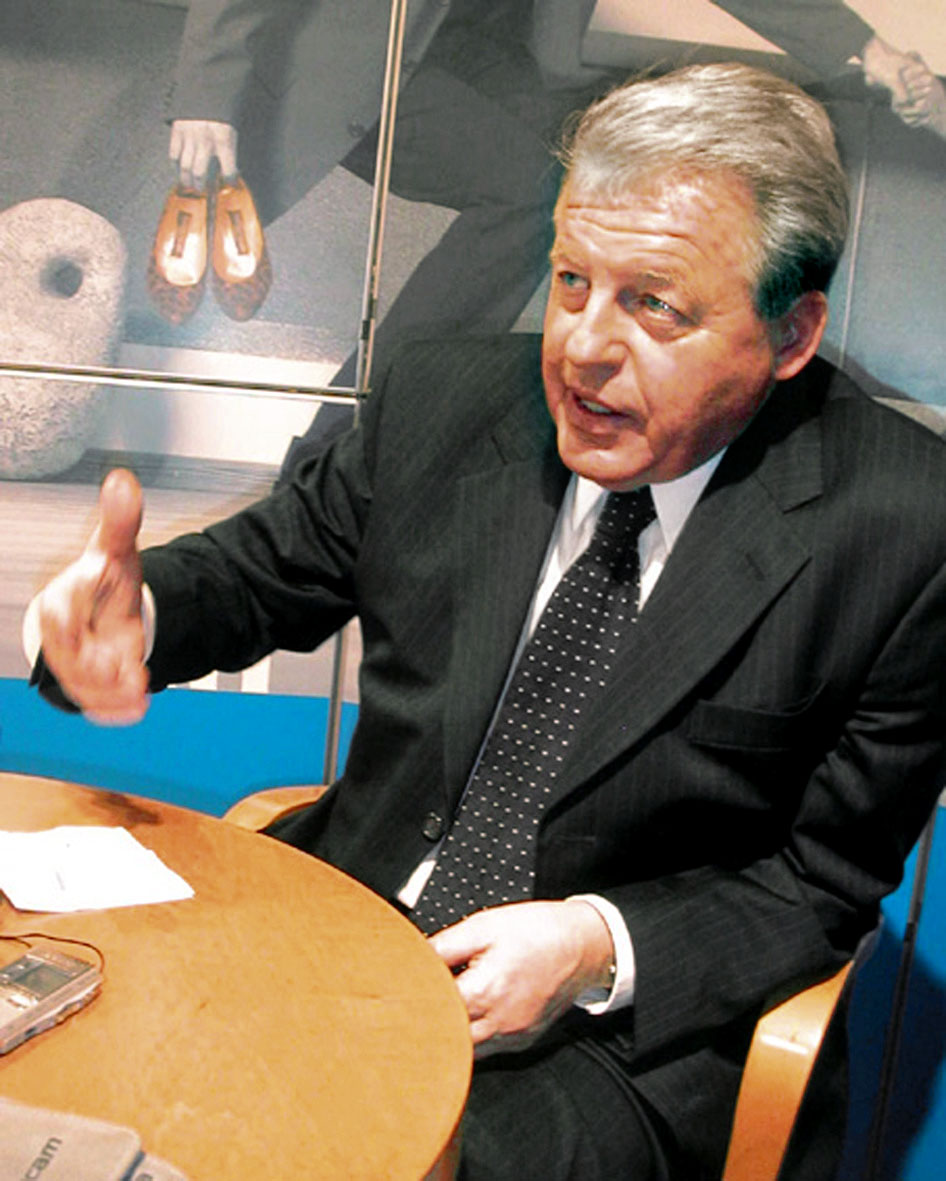
Bondskanselier Franz Vranitzky (SPÖ)
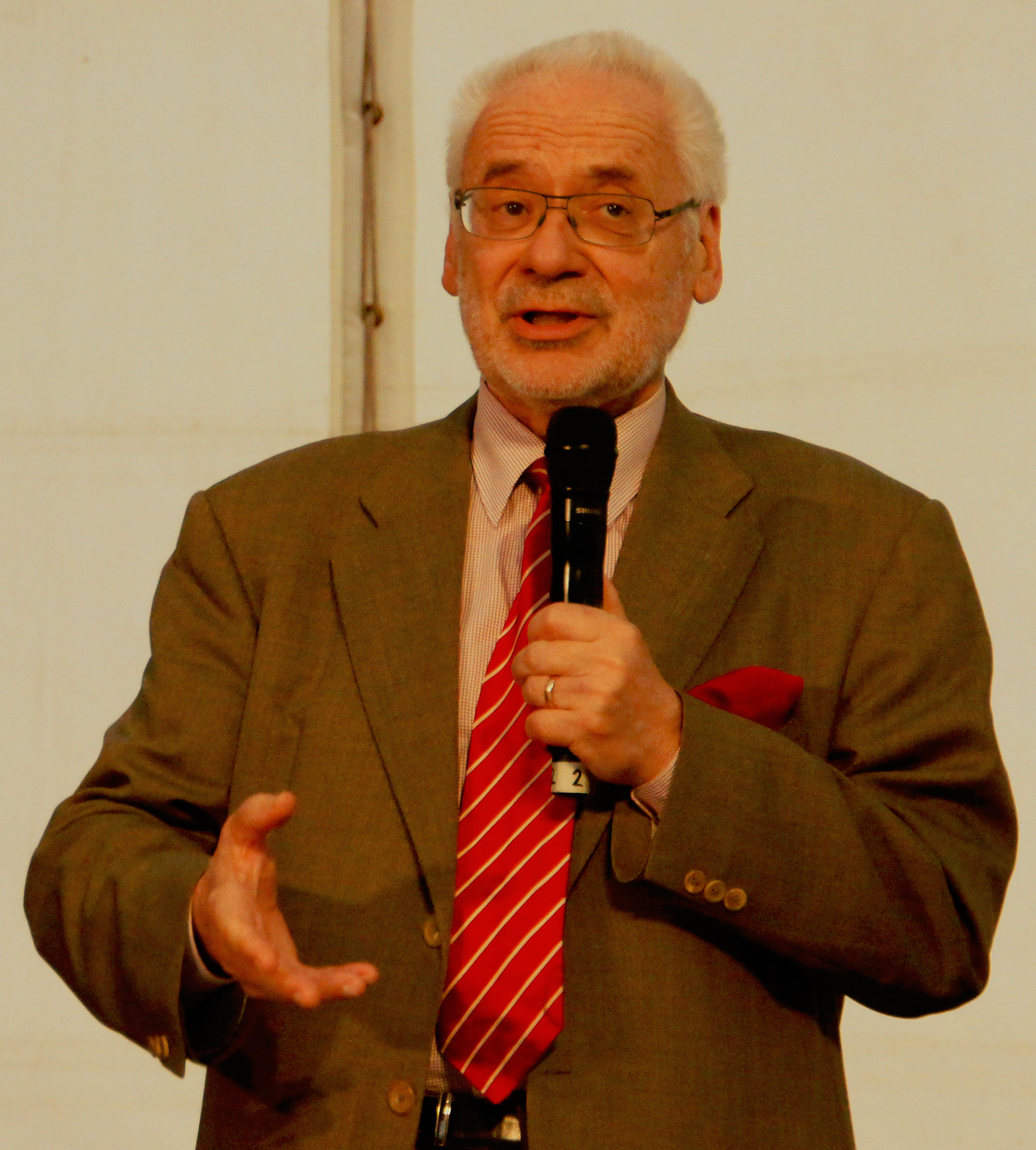
Vicekanselier Erhard Busek (ÖVP)